# ジェイミー・ベル
アンドリュー・ジェームズ・マットフィン・“ジェイミー”・ベル（Andrew James Matfin "Jamie" Bell, 1986年3月14日 - ）は、イギリスの俳優。

## 来歴
ダラム州ビリングハム出身。ジェイミーが生まれる前に両親は離婚。母・祖母・叔母・姉妹はダンサー。その影響により6歳でバレエを始め、9歳の時に演技を学び始める。
2000年にスティーブン・ダルドリー監督の『リトル・ダンサー』で、約2000人の中から主人公ビリー・エリオット役に選ばれて映画デビュー。同作品でバレエダンサーを目指す少年を演じて高い評価を得て、英国アカデミー賞 主演男優賞、英国インディペンデント映画賞新人俳優賞を受賞する。
その後、イギリスだけでなくハリウッドの大作にも出演するようになっている。

## 私生活
現在はニューヨーク在住。グリーン・デイのミュージックビデオ「Wake Me Up When September Ends」で共演したエヴァン・レイチェル・ウッドと交際。一度破局したものの復縁し、2012年10月、彼女と結婚した。2人の間には2013年に男児が誕生した。2014年5月、ベルとウッドは別居したことを公表、その後離婚した。アーセナルFCのファン。
2015年より、映画『ファンタスティック・フォー』で共演したケイト・マーラと交際を始め、2017年1月に婚約が報じられた。

## フィルモグラフィ

### 映画
| 年   | 題名                                                                              | 役名                               | 備考                                              | 吹替                               |
| ---- | --------------------------------------------------------------------------------- | ---------------------------------- | ------------------------------------------------- | ---------------------------------- |
| 2000 | リトル・ダンサー Billy Elliot                                                     | ビリー・エリオット                 |                                                   | 進藤一宏（DVD版） 矢島晶子（BD版） |
| 2002 | デス・フロント Deathwatch                                                         | チャーリー・シェイクスピア         | 浪川大輔                                          |                                    |
| 2002 | ディケンズのニコラス・ニックルビー Nicholas Nickleby                              | スマイク                           | (吹替版なし)                                      |                                    |
| 2004 | アンダートウ 決死の逃亡 Undertow                                                  | クリス・マン                       | (吹替版なし)                                      |                                    |
| 2005 | ディア・ウェンディ Dear Wendy                                                     | ディック・ダンデライオン           | (吹替版なし)                                      |                                    |
| 2005 | キング・コング King Kong                                                          | ジミー                             | 伊丸岡篤                                          |                                    |
| 2006 | 父親たちの星条旗 Flags of Our Fathers                                             | ラルフ・“イギー”・イグナトウスキー | 佐藤淳                                            |                                    |
| 2008 | ジャンパー Jumper                                                                 | グリフィン・オコナー               | 伊藤健太郎（劇場公開版） 山口勝平（テレビ朝日版） |                                    |
| 2008 | ディファイアンス Defiance                                                         | アザエル・ビエルスキ               | 浪川大輔                                          |                                    |
| 2011 | 第九軍団のワシ The Eagle                                                          | エスカ                             | (吹替版なし)                                      |                                    |
| 2011 | リトリート・アイランド Retreat                                                    | ジャック                           | (吹替版なし)                                      |                                    |
| 2011 | ジェーン・エア Jane Eyre                                                          | ジョン・リバーズ                   | 川中子雅人（ソフト版） 尾崎英二郎（機内上映版）   |                                    |
| 2011 | タンタンの冒険/ユニコーン号の秘密 The Adventures of Tintin: Secret of the Unicorn | タンタン                           | 浪川大輔                                          |                                    |
| 2012 | 崖っぷちの男 Man on a Ledge                                                       | ジョーイ・キャシディ               | 小森創介                                          |                                    |
| 2013 | スノーピアサー Snowpiercer                                                        | エドガー                           | 岩城泰司                                          |                                    |
| 2013 | フィルス Filth                                                                    | レイ・レノックス                   | （吹き替え版なし）                                |                                    |
| 2013 | ニンフォマニアック 第二章 Nymphomaniac vol.2                                      | K                                  | （吹き替え版なし）                                |                                    |
| 2015 | ファンタスティック・フォー Fantastic Four                                         | ベン・グリム / ザ・シング          | 遠藤純平 / ゴリ〈ガレッジセール〉                 |                                    |
| 2017 | 6日間 6 Days                                                                      | ラスティ・ファーミン上等兵         | 川中子雅人                                        |                                    |
| 2017 | リヴァプール、最後の恋 Film Stars Don't Die in Liverpool                          | ピーター・ターナー                 | （吹き替え版なし）                                |                                    |
| 2018 | デスマッチ 檻の中の拳闘 Donnybrook                                                | アール                             | 福田賢二                                          |                                    |
| 2018 | SKIN/スキン Skin                                                                  | ブライオン・ワイドナー             | （吹き替え版なし）                                |                                    |
| 2019 | ロケットマン Rocketman                                                            | バーニー・トーピン                 | 福田賢二                                          |                                    |
| 2021 | ウィズアウト・リモース Without Remorse                                            | ロバート・リッター                 | 田村真                                            |                                    |
| 2023 | サラウンデッド Surrounded                                                         | トミー・ウォルシュ                 | 内田夕夜                                          |                                    |
| 2023 | 異人たち All of Us Strangers                                                      | アダムの父                         | 原作は山田太一の『異人たちとの夏』                |                                    |

### テレビ
| 年        | 題名                     | 役名             | 備考       |
| --------- | ------------------------ | ---------------- | ---------- |
| 2014–2017 | TURN: Washington's Spies | Abraham Woodhull | 計40話出演 |

### ミュージック・ビデオ
- グリーン・デイ 「Wake Me Up When September Ends」（2005年）